# Фрадкин, Эдуардо
Эдуардо Гектор Фрадкин (род. 21 февраля 1950, Буэнос-Айрес) — аргентинский физик-теоретик, известный своими работами в физике конденсированного состояния с использованием языка квантовой теории поля. Профессор физики имени Дональда Биггара Уиллетта в Университете Иллинойса в Урбане-Шампейне, а также директор Института теории конденсированного состояния. Автор книг «Квантовая теория поля: общий подход» и «Теории поля физики конденсированного состояния».

## Образование и карьера
Э. Фрадкин получил степень магистра в Университете Буэнос-Айреса и докторскую степень в Стэнфордском университете в 1979 году под руководством Леонарда Саскинда. Поступил на факультет в Иллинойсе в качестве постдока (научный сотрудник) вместе с Гордоном Бэймом и Майклом Уортисом, позже став доцентом.

## Научный вклад
Э. Фрадкин работал во многих областях теоретической физики конденсированного состояния и отличается широтой тем своих исследований. Среди его интересов в физике конденсированного состояния — дробные квантовые системы Холла и высокотемпературная сверхпроводимость. Он считается одним из первых сторонников и одной из ведущих фигур в использовании концепций и методов теории квантового поля применительно к физике конденсированного состояния, а также известен популяризацией этих подходов в своей книге «Теории поля физики конденсированного состояния» изданной в 1991 году.
В своей докторской работе в Стэнфорде он внёс вклад в калибровочные теории на решётках, где его результаты (отдельно со Стивеном Шенкером и Леонардом Сасскиндом), среди прочего, имели далеко идущие приложения и последствия для двумерных квантовых спиновых жидкостей и другие топологически упорядоченных фаз на двумерных решётках. Он исследовал дробный квантовый эффект Холла и предложил первую фермионную теорию поля Черна — Саймонса для объяснения этого эффекта, описал различные теории поля для неабелевых дробных квантовых состояний Холла (совместно с Четаном Наяком и другими), краевые состояния в КЭХ и, в последнее время, теории описания нематичности и геометрии в дробном квантовом эффекте Холла. Одной из его самых влиятельных работ было введение и развитие мощной новой парадигмы в квантовой физике многих тел электронных жидкокристаллических фаз в различных сильно коррелированных системах (совместно со Стивеном Кивельсоном и Виктором Эмери), в частности в квантовых системах Холла и высоко-температурных сверхпроводниках и, выяснение понятия и значения «переплетённых порядков» «intertwined orders» в контексте купратных высокотемпературных сверхпроводников и, в более общем смысле, в сильно коррелированных системах (совместно со Стивеном Кивельсоном и Джоном Транквадой). Он также внес важный вклад в физику моделей квантовых димеров (частично вместе с Шиваджи Сондхи и другими), моделей необычных квантовых фазовых переходов с участием топологически упорядоченных фаз (совместно с Полом Фендли и другими), а также свойств квантовой запутанности в этих и связанных с ними проблемах. Он также предложил один из самых ранних подходов к более многомерной бозонизации фермионных теорий поля (совместно с Фиделем Шапосником), а также двумерных поверхностей Ферми (совместно со своим тогдашним учеником Антонио Кастро-Нето), а позже применил их к важным проблемам в конденсированной среде. Некоторые из его других важных работ включают теоретико-графовую схему дискретизации решетки для теорий Черна — Саймонса и её приложения к проблемам конденсированного состояния, а также новые теоретико-полевые подходы для описания дробных топологических изоляторов.

## Награды и членство в профессиональных сообществах
В 1998 году он был удостоен стипендии Гуггенхайма. В 2013 году он был избран членом Национальной академии наук США. Он также является членом Американской академии искусств и наук и Американского физического общества.